# توفيلو
توفيلو (بالإيطالية: Tufillo)‏ هي بلدية في مقاطعة كييتي في إقليم أبروتسو الإيطالي.

## السكان
في سنة 1861 بلغ عدد السكان 1٬249 نسمة، وتطور العدد ليصل في سنة 2011 لـ 468 نسمة.
يظهر هذا المخطط البياني تطور النمو السكاني لـ توفيلو